# Böhlen (Grimma)

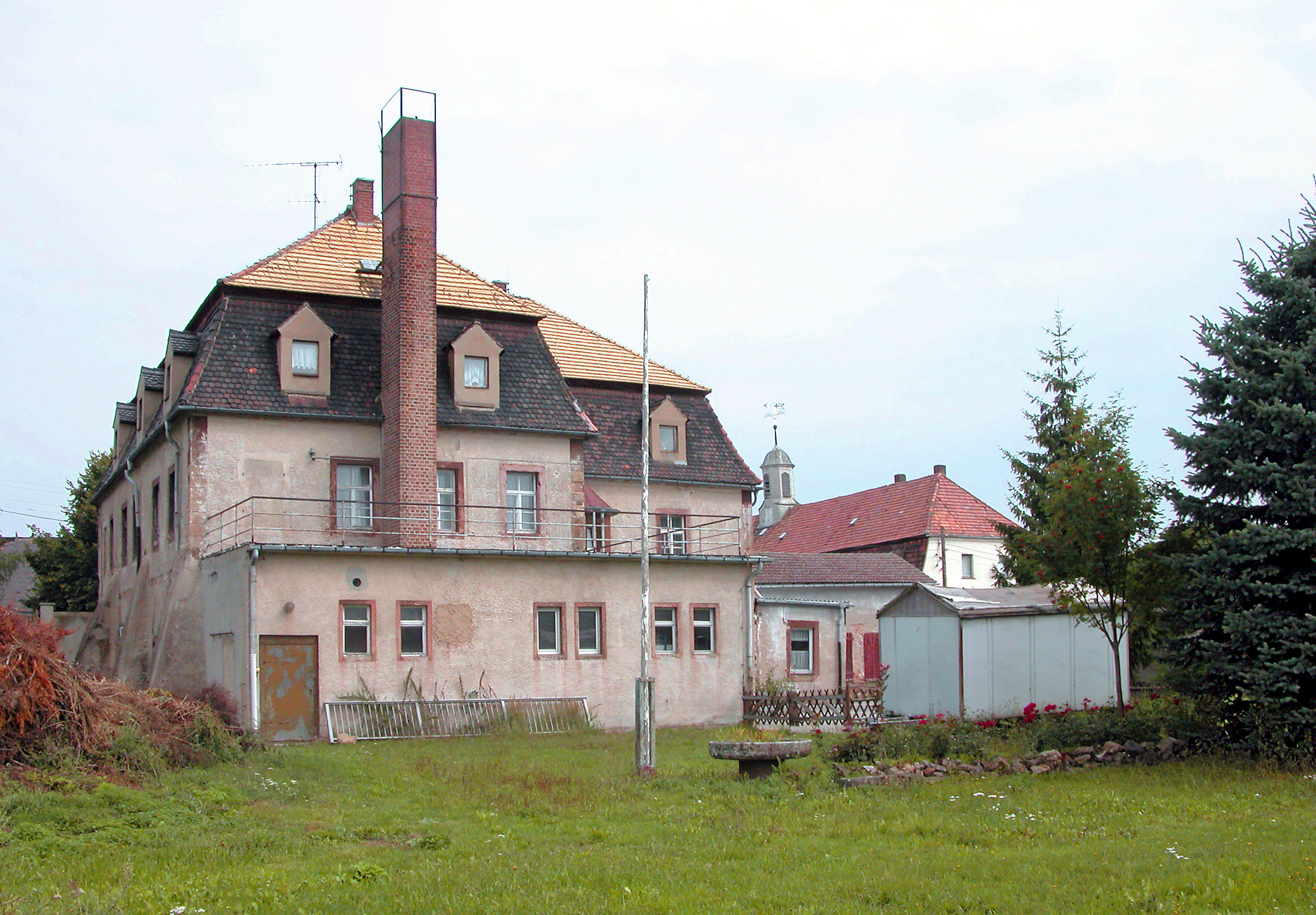
Herrenhaus

Böhlen ist ein Dorf im Landkreis Leipzig in Sachsen. Politisch gehört der Ort seit Anfang 2011 zu Grimma. Er liegt zwischen Seidewitz und Dürrweitzschen.

## Geschichte
Der Ort wurde erstmals 1393 als Belin erwähnt. Der aus dem Altsorbischen stammende Ortsname leitet sich von *Bělina für „weißer, heller Ort“ ab, vermutlich bezogen auf helle Erde.

### Einwohnerzahl
| Jahr    | Einwohnerzahl                                |
| ------- | -------------------------------------------- |
| 1548/51 | 20 besessene Mann, 27 Inwohner, 11 1⁄2 Hufen |
| 1764    | 22 besessene Mann, 6 Häusler, 11 1⁄4 Hufen   |
| 1834    | 418                                          |
| 1871    | 497                                          |
| 1890    | 500                                          |

| Jahr | Einwohnerzahl |
| ---- | ------------- |
| 1910 | 519           |
| 1925 | 527           |
| 1939 | 578           |
| 1946 | 659           |
| 1950 | 1016          |

| Jahr   | Einwohnerzahl |
| ------ | ------------- |
| 1964 1 | 823           |
| 1990 1 | 637           |
| 2010   | 409           |

## Sehenswürdigkeiten
- das im Ort befindliche Rittergut wurde in seiner heutigen Form im Jahr 1823 errichtet